# Sinder
Sinder est l'une des communes rurales du département de Tillabéry dans la région de Tillabéry au Niger. 

## Géographie
La commune rurale de Sinder est située au nord-est de la ville de Tillabéry sur le fleuve Niger. Sawani est le chef-lieu de la Commune.
| Dessa, Bibiyergou, Méhana | Sakoira | Sakoira   |
| Kokorou                   | Sinder  | Sakoira   |
| Kokorou                   | Dargol  | Tillabéri |

## Histoire
La commune a été formée par un roi qui a fui Gao lors de la chute de l' Empire Songhaï. Aujourd'hui, il est gouverné par Mamoudou Djingarey, un descendant du premier roi.

## Climat
La commune rurale de Sinder est caractérisé par un climat semi-aride sec et chaud.

## Démographie
Selon le recensement de la population de 2012 conduit par l'Institut national de la statistique du Niger, Sinder compte 28 165 habitants.